# Motorola Moto G
Motorola Moto G (Interni naziv: XT1031, XT1032, XT1033, XT1034 / kodni naziv "soko") je smart telefon, predstavljen od strane proizvodjaca Motorola 1.Novembra 2013 godine . Bio je dostupan u Brazilu i u Evropskoj Uniji, od 13. Novembra 2013 ,od 2. Decembra u SAD i Kanadi i od 14.Januara 2014 u Aziji. U Septembru 2014 izasla je nova generacija pod nazivom Moto G(druga generacija).
Moto G je usko povezan sa smart telefonom visoke klase Motorolom Moto X koji je objavljen u Avgustu 2013. godine, ali se razlikuje po procesoru,kontroli pokreta i rezoluciji kamere sto ga cini pristupacnijim na nivou dometa srednje klase modela telefona . Za razliku od Moto X, poklopci na Моto G se skidaju i mogu biti zamenjeni sa raznobojnim maskama . Moto G je vec posle 6 meseci bio najprodavaniji Motorolin smart telefon u istoriji kompanije.

## Specifikacije

### Hardver
Smartfon ima 4.5 incni Corning Gorilla Glass 3 zasticen IPS ekran sa rezolucijom 1280×720 Piksela ("HD"). Ovim ekranom rezultuje gustinu od 329 ppi.
Opremljen je sa 1,2-GHz-Qualcomm-Procesorom-Snapdragon-400 (MSM8x26), 1 GB RAM, 8 ili 16 GB memorije i Qualcomm-Adreno-305-GPU . Pocetkom Jula 2014 Moto G 4G je predstavio trecu varijantu modela sa 8 GB memorije , koja dodatno podrzava LTE mobilni radio standard i nudi skladiste za dodatnu microSD karticu.
Sa telefonom se upravlja preko ekrana na dodir ,i ima dodatna dugmad sa strane za podesavanje jacine zvuka ,gasenje telefona i slicno. Mono zvucnici se nalaze na zadnjoj strani telefona sa leve strane kamere.

### Softver
Smartfon je isporucen sa Android 4.3.1 „Jelly Bean“ , od Jula 2014 sa Android verzijom 4.4.4 „KitKat“ a od 6. Marta 2015 sa Android 5.0.2 "Lollipop". Verzija 5.1 je objavljena u Oktobru 2015 ,zajedno sa popravko Stagefright propusta u zastiti.
Android sistem je usvojen od strane Motorole , skoro nepromenjen ,dopunjen samo sa Google- aplikacijama ,kamera aplikacijom i mobilnim aplikacijama kao sto su „Motorola Migrate“, „Assist“, „Moto Care“ i „Alert“.
Pocetkom Decembra 2013 Motorola je objavila svoj izvorni kod .Korisnici imaju mogucnost sa prilagode komponente operativnog sistema u skladu sa svojim zahtevima.

## Dostupnost
Smartfon je predstavljen 13 Novembra 2013. od strane Dennis Woodside-a, CEO Motorola Mobility, u Sao Paulu. i bio je dostupan samo u 8-GB verziji u Nemackoj par dana kasnije. Prvi modeli 16-GB verzije su korisnicima bili dostupni tek krajem 2013 godine.

## Motorola Moto G LTE
U julu 2014 je objavljen hibrid između Moto G i Moto G (2nd generation) sa unutrašnjom oznakom KST1039 (de version) i Android 4.4.4 (KitKat). Android 5.1 (Lollipop) bila dostupna, kao i Stagefright bezbednosti jaz je zatvoren. Ovaj model ima LTE-Funkmodul s 100/50 MBit / s suprotno "normalnih" varijanti. Kao manje prethodnik, ona ima samo 8 GB interne memorije, ali kao Moto G (2nd generation), sadrži mikro SD slot iza poklopca baterije. 5 megapiksela i ekran 4,5 inča sa gorila staklom cime odgovara, zauzvrat, na stariji model.

## Motorola Moto G (2. Generation)
(Interni naziv : XT1068 / Kodni naziv "titan"
5. septembra 2014. godine, druga generacija Moto G je objavljena sa dimenzijama 141,5 mm h 70,7 mm i krivina od 6 do 11 mm , težine od 149 g , 0-inčni ekran sa prethodnom rezolucijom, ali gustinu tacaka od 294 ppi, slot za microSD kartice i dual SIM sposobnosti.
(Internal oznake: KST1072 / kodni naziv "Thea")
LTE verzija sa samo jednim SIM slot se pojavila kasnije. Umesto LPDDR2-, koristi se LPDDR3 memorija. Uređaj je isporučen sa Android 4.4.4 KitKat i dobio nakon oslobađanja verziju za Android 5.0.2 Lollipop i kraj marta 2016 Android 6.0 Marshmallov. Zadnja kamera ima 8 megapiksela, prednja 2, a tu su i stereo zvučnici.

## Motorola Moto G3
(Interni naziv : XT1540 / Kodni naziv "osprey")
U julu 2015, treća generacija Moto G je predstavljen kao kod prethodnog modela sa ekranom 5-inčni u 720p rezoluciji. Glavne promene u drugoj generaciji je poboljšana 13 megapiksela kamera ,sa 5 megapiksela na prednjem a, kao i činjenica da je uređaj vodootporan prema IPKS7. Osim toga, uređaj ima LTE modul. Zvučnik, međutim, nudi samo mono zvuk. Dimenzije su 142.1mm h 72.4mm h 11.6mm, i teži 155g. Snapdragon 410 dual procesor koristi. Postoje dve verzije sa 8 ili 16 gigabajta skladišnog prostora, sa 1 ili 2 gigabajta memorije. Slot microSD je takođe dostupan. Uređaj se isporučuje sa Android Lollipop verzija 5.1.1; Android 6.0.1 može biti post-instaliran, prvobitno u verziji januara 2016. godine, kasnije ažuriranje ispravke bezbednosti na Android nivo patch od trenutnog januara 2017. godine.
Sa uvođenjem sukcesora Moto G4 i G4 plus je preimenovan Moto G3.

## Takodje videti:
- Motorola Moto X
- Motorola Moto E